# Indrek Pertelson

Indrek Pertelson (21 de abril de 1971) é um judoca estoniano.
Foi medalhista de bronze em Sydney, 2000 e Atenas, 2004.
Obteve duas medalhas de prata em campeonatos mundiais, além de 1 ouro, 1 prata e 3 bronzes em campeonatos europeus de judô.